# Gerhart Frank
Gerhart Frank es un botánico, y taxónomo austríaco.
Se ha especializado en la taxonomía de la familia Cactaceae, con énfasis en Gymnocalycium, y Turbinicarpus, entre otros, realizando extensas expediciones botánicas a México.
- La abreviatura «Gerhart Frank» se emplea para indicar a Gerhart Frank como autoridad en la descripción y clasificación científica de los vegetales.[4]